# Chvalčov
Chvalčov (en allemand : Chwaltschow, précédemment : Chwalczow) est une commune du district de Kroměříž, dans la région de Zlín, en Tchéquie. Sa population s'élevait à 1 610 habitants en 2025.

## Géographie
Chvalčov se trouve à 3 km au sud-est du centre de Bystřice pod Hostýnem avec laquelle elle forme une seule agglomération, à 26 km au nord-est de Kroměříž, à 84 km à l'est-nord-est de Brno et à 248 km à l'est-sud-est de Prague.
La commune est limitée par Mrlínek au nord, par Loukov au nord-est, par Rajnochovice à l'est, par Držková au sud, par Rusava au sud-ouest, par Slavkov pod Hostýnem à l'ouest et par Bystřice pod Hostýnem au nord-ouest.

## Histoire
La première mention écrite du village date de 1369.

## Transports
Par la route, Chvalčov se trouve à 3 km du centre de Bystřice pod Hostýnem, à 31 km de Zlín, à 32 km de Kroměříž, à 93 km de Brno et à 300 km de Prague.

## Administration
La commune se compose de deux sections :
- Chvalčov
- Chvalčova Lhota

## Patrimoine

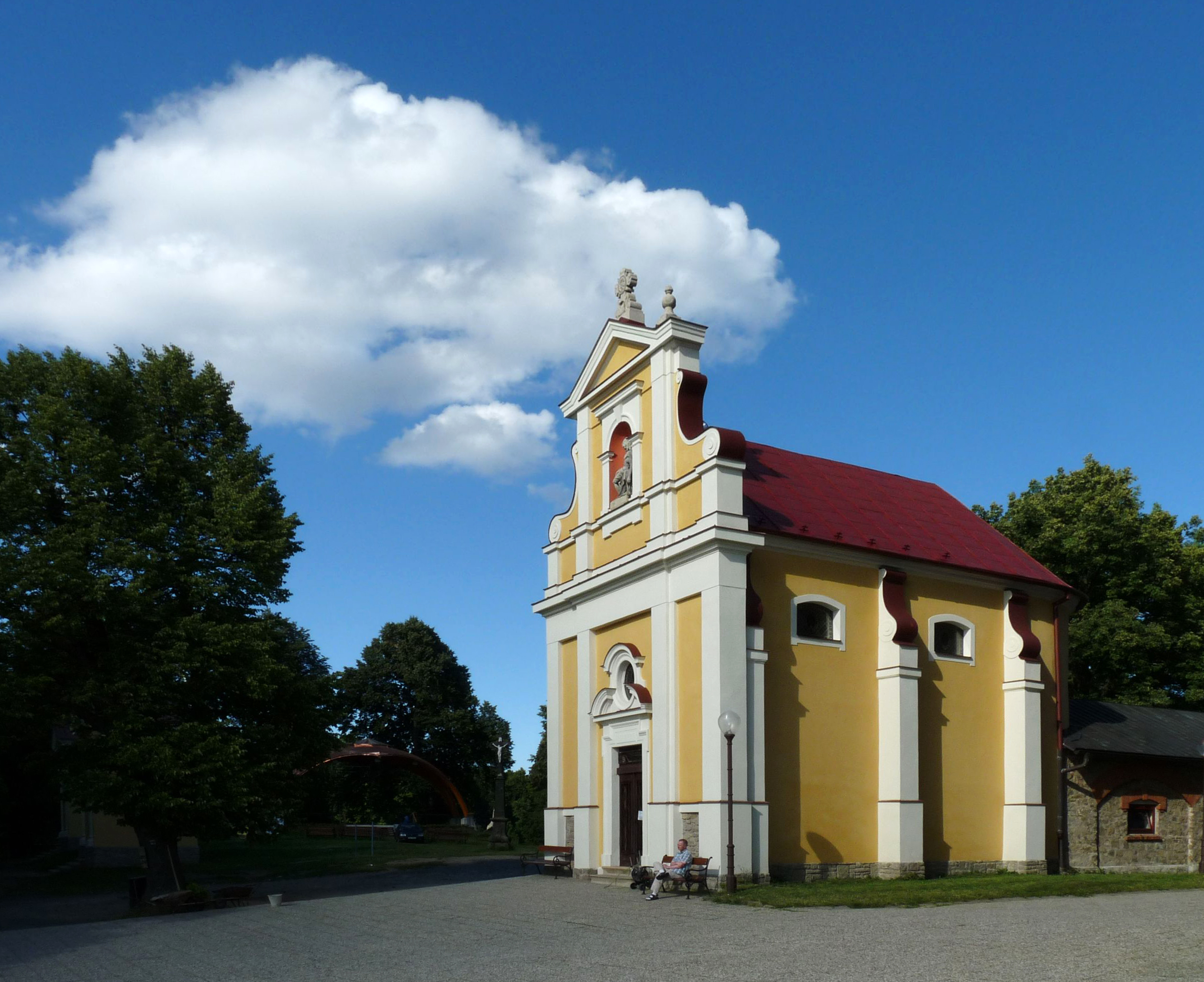
Chapelle Saint-Jean Sarkander.
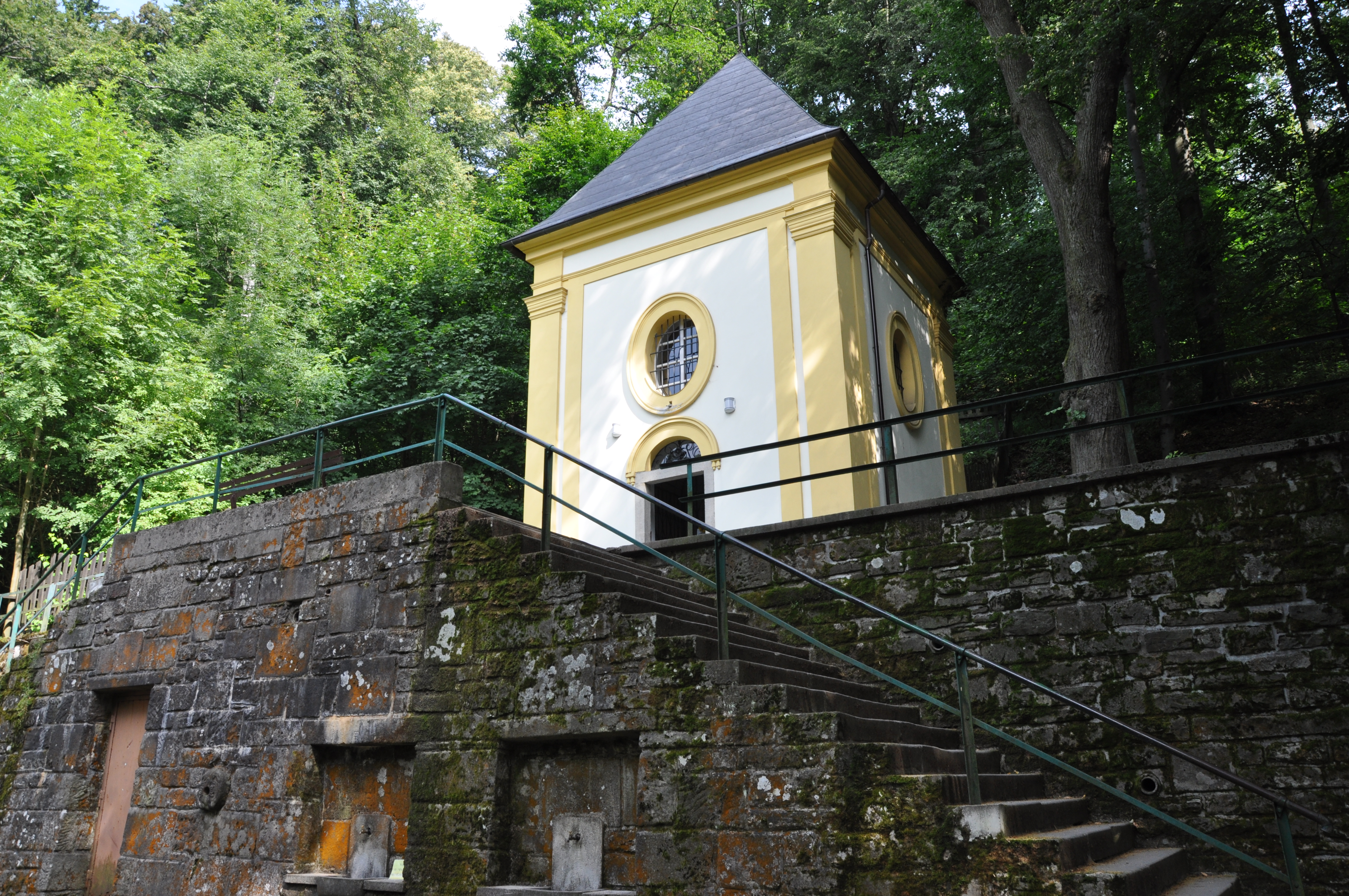
Chapelle à Hostýn.